# LSM10
La proteína similar a Sm asociada al ARNn U7 LSm10 es una proteína que en humanos está codificada por el gen LSM10 .  Funciona como el complejo U7 snRNP que participa en el procesamiento del extremo 3 'de la histona. Aumenta los niveles de ARNn de U7 pero no la actividad de procesamiento de ARNm previo del extremo 3 'de la histona, cuando se sobreexpresa. Además, es requerido para la progresión del ciclo celular de las fases G1 a S, uniéndose específicamente al ARNn de U7. Se une al producto de escisión aguas abajo (DCP) del pre-ARNm de histona de una manera dependiente de snRNP de U7.

## Interacciones
Se ha demostrado que LSM10 interactúa con LSM3.